# چیت‌لی (گوموش‌حاجی‌کوی)
چیت‌لی (به ترکی استانبولی: Çitli) یک منطقهٔ مسکونی در ترکیه است که در گوموش‌حاجی‌کوی واقع شده‌است.